# Heros severus
Cá Rô Mỹ Dải Băng (Danh pháp khoa học: Heros severus) là một loài cá trong họ Cichlidae. Chúng là loài cá nước ngọt nhiệt đới có nguồn gốc từ Nam Mỹ: Lưu vực sông Orinoco, ở thượng lưu sông Orinoco chảy ra ở Colombia và Venezuela; Lưu vực sông Amazon, ở thượng lưu sông Negro.. 